# Curse of the Azure Bonds
Curse of the Azure Bonds ist ein Computer-Rollenspiel des US-amerikanischen Spieleentwicklers Strategic Simulations, Inc. (SSI) aus dem Jahr 1989 und die Fortsetzung zu Pool of Radiance. Wie der Vorgänger basiert es auf dem Rollenspiel-Regelwerk Advanced Dungeons & Dragons (AD&D) und verwendet die Gold-Box-Engine, baute den Spielumfang im Vergleich zum Vorgänger jedoch aus. Curse of the Azure Bonds erschien für die Plattformen Amiga, Apple II, Atari ST, Commodore 64, DOS, Mac OS und PC-98.

## Handlung
Das Spiel verlagert die Handlung in die südlich von Phlan gelegenen Talländer (engl.: Dalelands), Ausgangspunkt ist die Siedlung Tilverton. Die Heldengruppe erwacht dort aus einem magischen Schlaf und stellt fest, dass ihnen jegliche Erinnerung fehlt und ihre gesamte Habe entwendet wurde. Stattdessen tragen alle Charaktere fünf blaue, tattooartige Körpermarkierungen, die sogenannten Azure Bonds. Sie sind Ausdruck eines Fluchs, der auf den Charakteren lastet und den es aufzuheben gilt.
Die Gruppe bereist im Verlauf des Spiels das gesamte Umland, unter anderem den Elfenwald, die Zhentilfeste, den Tempel von Yulash und die Zitadelle Hap. Das Spiel endet mit der finalen Konfrontation in Myth Drannor, wo mit dem Sieg über den Endgegner der Fluch schließlich endgültig aufgehoben wird.

## Spielprinzip
Curse of the Azure Bonds übernimmt das Spielprinzip seines Vorgängers unverändert. Es verbindet eine rundenbasierte Spielwelt-Erkundung aus der Egoperspektive mit taktischen, ebenfalls rundenbasierten Kämpfen aus einer Kavaliersperspektive. Grundlage ist das Rollenspiel-Regelwerk Advanced Dungeons & Dragons, das vom Spiel nahe am Original umgesetzt wurde. Spieler des Vorgängers Pool of Radiance oder des parallel als Auftragsarbeit von Westwood Associates entwickelten Ablegers Hillsfar können zu Beginn ihre Heldentruppe importieren. Alternativ kann eine neue, wie zuvor sechsköpfige Heldengruppe erstellt werden. Im Vergleich zum Vorgänger wurde die Klassenauswahl zusätzlich zu Kämpfer, Magie-Anwender, Kleriker und Dieb um den Paladin und den Waldläufer erweitert. Daneben stehen sechs Spielerrassen zur Auswahl (Mensch, Halbelf, Elf, Zwerg, Halbling, Gnom), für die – mit Ausnahme des Menschen – auch Klassenkombinationen möglich sind. Neue Charaktere erhalten bereits zu Beginn 25.000 Erfahrungspunkte, wodurch sie etwa auf Charakterstufe 5 beginnen.
Anders als im Vorgänger bereist die Heldengruppe die Region mit Hilfe einer Überlandreisekarte, auf der entsprechende Reiseziele herausgesucht werden können. Während der Reise kann es zu Zufallsbegegnungen wie Überfällen kommen.

## Entwicklung
Neben den beiden zusätzlichen Charakterklassen wurde die Auswahl der Zaubersprüche um 30 erweitert. Die Grafik wurde zudem, mit Ausnahme der Amiga-Version, leicht verbessert. Die Obergrenze für Erfahrungspunkte wurde angehoben, die Bedienung überarbeitet und Nebenquests eingeführt. Das Covermotiv wurde wie beim Vorgänger vom US-amerikanischen Illustrator Clyde Caldwell gestaltet, der auch für die Gestaltung weiterer D&D-Produkte verantwortlich zeichnete.

## Wiederveröffentlichung
Am 20. August 2015 veröffentlichte GOG.com viele Goldbox-Spiele nach Jahren der Nicht-Verfügbarkeit in der Digitalen Distribution wieder, darunter Curse of the Azure Bonds in der zweiten Forgotten Realms: The Archives-Kollektion.

## Rezeption
„Die Ähnlichkeiten zu Pool of Radiance sind nicht zu übersehen, aber viel kann man an dem Spielprinzip eigentlich nicht verbessern. Egal, ob man schon AD&D-Fan ist oder nicht – dieses saftige Fantasy-Epos wird kaum einen Computer-Rollenspieler kaltlassen.“

Das Spiel verkaufte sich 179,795 Mal. Curse of the Azure Bonds wurde wie der Vorgänger Pool of Radiance mit dem Origins Award für das „Beste Fantasy- oder Science-Fiction-Computerspiel des Jahres 1989“ ausgezeichnet. Allen Rausch vom US-amerikanischen Online-Spielemagazin GameSpy bezeichnete Curse of the Azure Bonds in seiner Retrospektive von 2004 als eine „mehr als würdige Fortführung der Reihe“.
Auf Curse of the Azure Bonds folgten im Jahresabstand zwei weitere thematische Nachfolger, Secret of the Silver Blades und Pools of Darkness.

## Roman
- Kate Novak & Jeff Grubb: Azure Bond. TSR, 1988, ISBN 0-88038-612-6.

Der Roman bildete eine Vorgeschichte zum Spiel und ist der Auftakt einer Romantrilogie mit dem Titel Finders Stone Trilogy, die mit den Büchern The Wyvern's Spur (ISBN 0-88038-902-8) und Song of the Saurials (ISBN 1-56076-060-5) derselben Autoren fortgesetzt wurde.